# تیر ۱۳۸۸
تیر ۱۳۸۸، چهارمین ماه سال ۱۳۸۸ هجری خورشیدی است.
آغاز آن دوشنبه، ۱ تیر ۱۳۸۸ برابر با ۲۲ ژوئن میلادی است.

## رویدادها
- ۲۴ تیر - سقوط هواپیمای مسافربری مسیر تهران-ایروان در حوالی قزوین و کشته شدن همهٔ ۱۶۸ سرنشین آن.[۱]